# Non possumus
Non possumus, lat. (Apg. 4:20), "vi kan det inte", påven Clemens VII:s svar på Henrik VIII:s av England begäran att få sitt äktenskap med Katarina av Aragonien upplöst; sedermera ett allmänt gängse uttryck för påvemaktens ovillighet att tillmötesgå vare sig det gällde en världslig stats fordringar eller tidsandans krav.
Den katolska kyrkan använder en form av "non possumus" till de sekulära krav, som hon bedömer som oacceptabelt och deras uppfyllelse innebär en avvikelse från den kristna tron (non possumus betyder att det är omöjligt att avgå från kristna principer).
Denna latinska frasen är också ansluten till moderna historia av Polen. Den 8 maj 1953 skickade polska biskoparna ett formellt brev till partiledarna i den kommunistiska Folkrepubliken Polen. I brevet deklarerade de deras avgörande "nej" (non possumus) till underordning av kyrkan till den kommunistiska staten. Som hämnd fängslade regeringen  kardinal Stefan Wyszyński.